# Genting (Asemrowo)
Genting is een bestuurslaag in het regentschap Soerabaja van de provincie Oost-Java, Indonesië. Genting telt 6164 inwoners (volkstelling 2010).